# Rhopalodes ebriola
Rhopalodes ebriola är en fjärilsart som beskrevs av Paul Dognin 1892. Rhopalodes ebriola ingår i släktet Rhopalodes och familjen mätare. Inga underarter finns listade.